# 天王山古墳群 (神戸市)

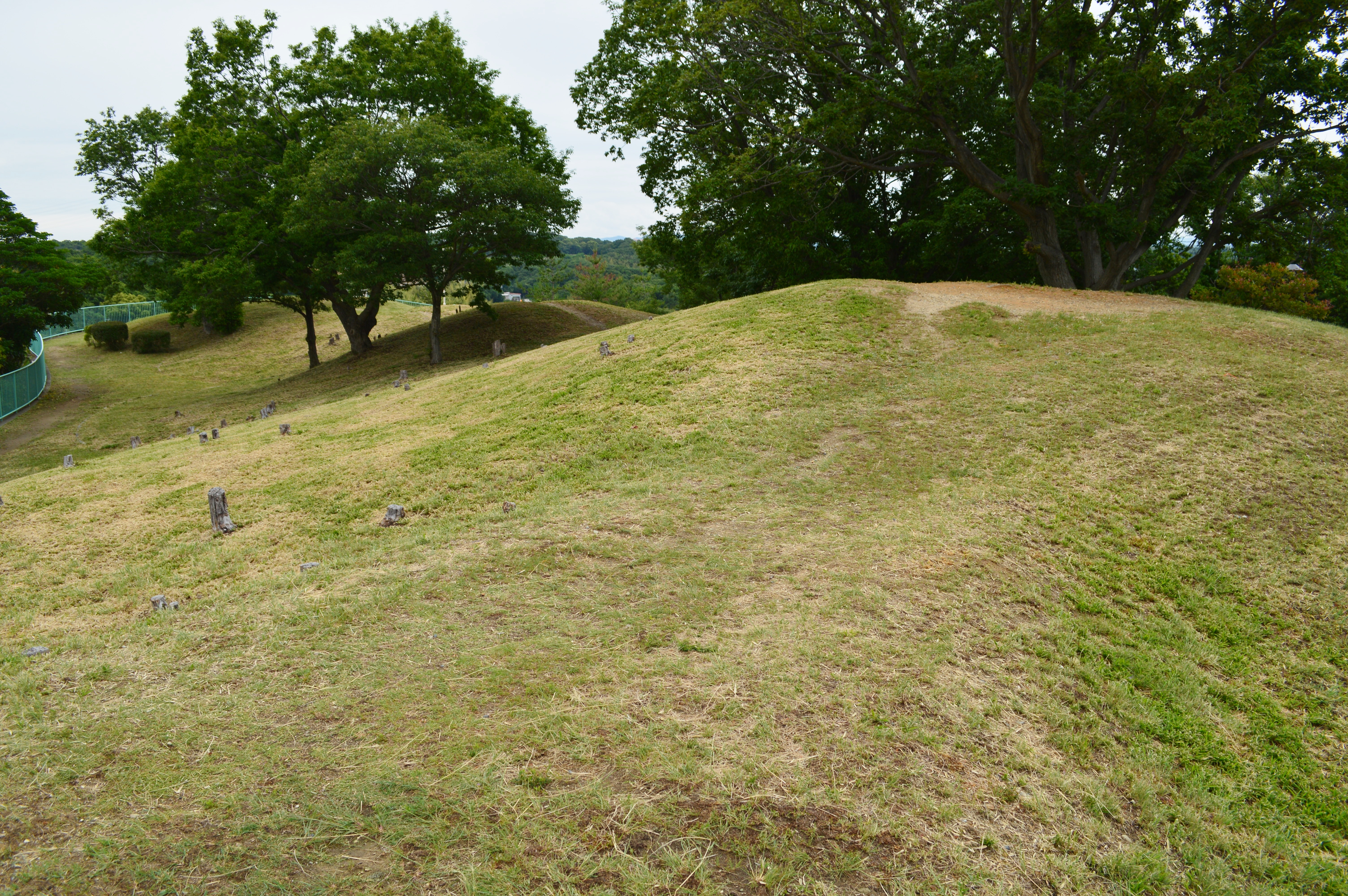
右に3号墳、左奥に1・1-2・2号墳

天王山古墳群（てんのうざんこふんぐん）は、兵庫県神戸市西区天王山にある古墳群。史跡指定はされていない。

## 概要

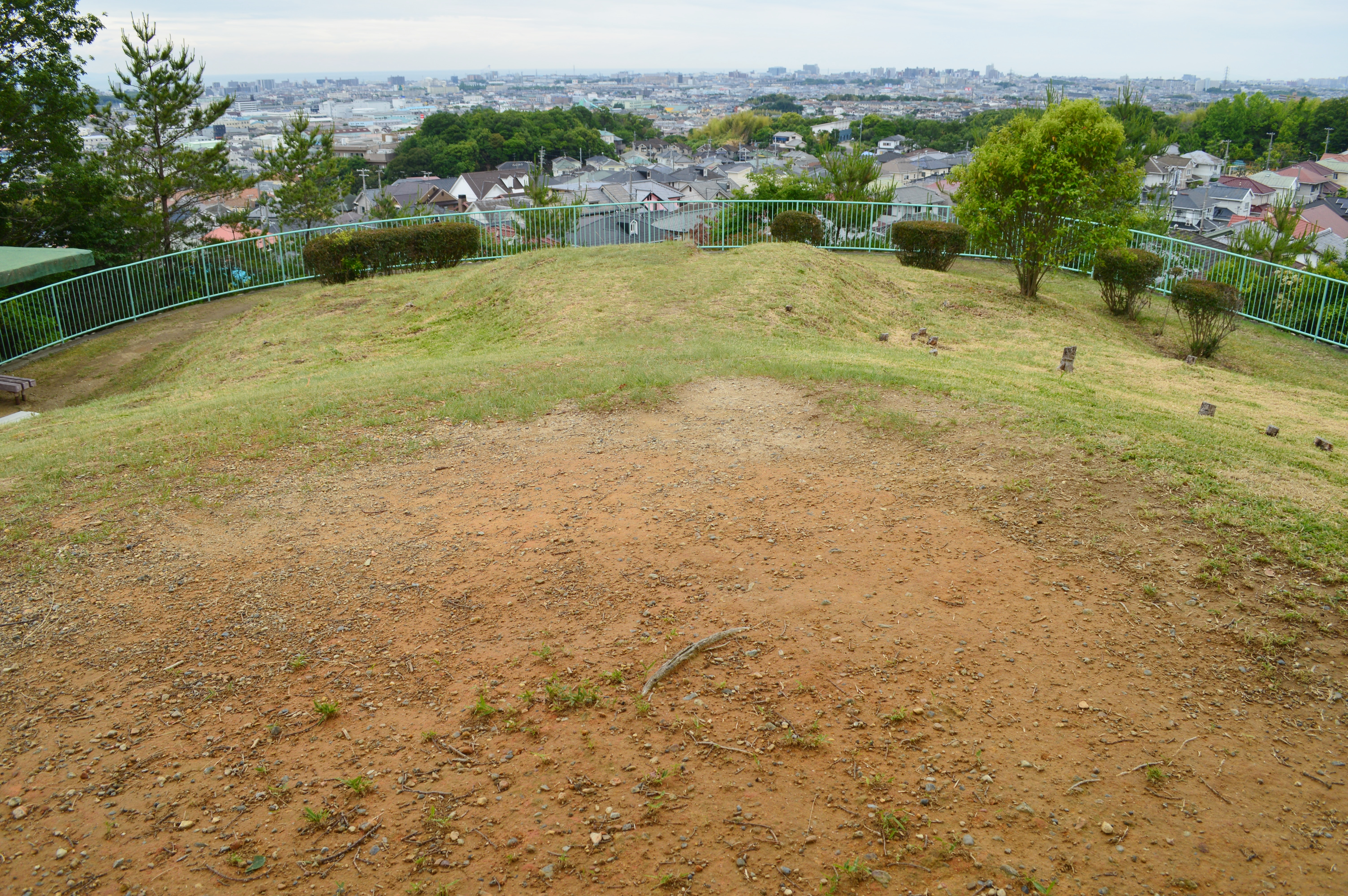
3号墳から平野部を望む

兵庫県南部、明石川支流の伊川中流域右岸の丘陵上に営造された古墳群である。帆立貝形古墳1基・円墳3基・方墳3基の計7基から構成される。1972-1986年（昭和47-61年）の間に3基（4-6号墳）の発掘調査が実施されている。
古墳群のうち4号墳は、長辺19メートル・短辺16メートルの方墳（方形墳丘墓）で、埋葬施設を割竹形木棺2基とする。副葬品の様相からは弥生時代終末期-古墳時代出現期（庄内期）の3世紀前半頃の築造と推定され、明石川流域では最古級の古墳として注目される。また5号墳は、一辺約20メートルの方墳で、埋葬施設を組合式箱式石棺1基・割竹形木棺3基とする。調査時点で大きく破壊を受けていたが、西求女塚古墳（神戸市灘区都通）とほぼ同時期となる小型丸底壺の出土により、古墳時代初頭の3世紀中葉（または3世紀後半）頃の築造と推定される。その他の古墳は、古墳時代後期の6世紀代の群集墳になる。
特に4号墳・5号墳の2基は、古墳時代初頭の3世紀代に明石川流域を統治した豪族の首長墓として重要視される古墳になる。明石川流域は前方後円墳が少ない特異な地域で、古墳時代初頭には弥生時代の系譜を引く方墳に長大な割竹形木棺を直葬した「明石型方形墳」が築造される傾向にあり、4号墳・5号墳の2基もその範疇に収まる。古墳時代前期の4世紀初頭頃になると、谷を隔てた西側の丘陵上において明石川流域で最初の前方後円墳として白水瓢塚古墳（神戸市西区伊川谷町潤和）が築造されるが、天王山5号墳から白水瓢塚古墳への血縁的系譜を想定する説も挙げられている。
古墳群のうち4基（1・1-2・2・3号墳）は未調査のまま保存され、現在では史跡整備のうえで史跡公園「天王山北公園」として公開されている。また5号墳は調査後に天王山東公園に移設されている。

## 一覧
| 古墳名  | 形状         | 規模             | 埋葬施設                  | 出土品 | 築造時期              | 備考                                                                |
| ------- | ------------ | ---------------- | ------------------------- | --- | --------------------- | ------------------------------------------------------------------- |
| 1号墳   | 円墳         | 直径10m          |                           | | 6世紀代               | 未調査 天王山北公園に保存                                           |
| 1-2号墳 | 円墳         | 直径10m          |                           | | 6世紀代               | 未調査 天王山北公園に保存                                           |
| 2号墳   | 円墳         | 直径14.5m        |                           | | 6世紀代               | 未調査 天王山北公園に保存                                           |
| 3号墳   | 帆立貝形古墳 | 直径20m 造出部5m |                           | | 6世紀代               | 未調査 天王山北公園に保存                                           |
| 4号墳   | 方墳         | 東西16m 南北19m  | 割竹形木棺2基 土器棺1基   | 1号棺：鉄刀2・鉄斧2・鉇1・管玉2・ガラス小玉5 2号棺：八禽鏡1・鉇2・鉄斧1・管玉5・ガラス小玉15 その他：手焙形土器 | 3世紀前半             | 調査後消滅                                                          |
| 5号墳   | 方墳         | 一辺20m          | 箱式石棺1基 割竹形木棺3基 | 北棺：鉄製品1・ガラス玉6 中央棺：鉄剣1・玉1・土師器片 南棺：ガラス小玉3                                         | 3世紀中葉 (3世紀後半) | 調査後に天王山東公園に移設 箱式石棺は神戸市埋蔵文化財センターに展示 |
| 6号墳   | 方墳         | 一辺8m           |                           | | 6世紀代               | 調査後消滅                                                          |

## 関連施設
- 神戸市埋蔵文化財センター（神戸市西区糀台） - 天王山5号墳の箱式石棺等を保管。

## 関連文献
（記事執筆に使用していない関連文献）
- 『天王山古墳群発掘調査概要 -神戸市垂水区伊川谷町所在-』神戸市教育委員会、1972年。 - リンクは奈良文化財研究所「全国遺跡報告総覧」。